# Gamera – Frankensteins Monster aus dem Eis
Gamera – Frankensteins Monster aus dem Eis (jap. 大怪獣ガメラ, Daikaijū Gamera dt. „Riesenmonster Gamera“) ist ein japanischer Kaijū-Film um das Monster Gamera aus dem Jahr 1965. Der Film wurde 1966 mit Gamera gegen Barugon – Frankensteins Drache aus dem Dschungel fortgesetzt und ist der erste Teil der Gamera-Serie. Er basiert wesentlich auf den Godzilla-Filmen.

## Handlung
In einer eisigen nordamerikanischen Region wird ein Bomber unbekannter Herkunft von einem amerikanischen Kampfjet abgeschossen. Der Bomber stürzt ab und eine Atombombe, die er mit sich trug, explodiert. Das Resultat ist das Erwachen eines gigantischen, prähistorischen, schildkrötenartigen Monsters namens Gamera.
Gamera zerstört den amerikanischen Jet mit seinen Feuerbällen und flüchtet sich ins Meer. Das Monster schwimmt nach Japan und taucht vor der Sagami-Bucht auf, zerstört die Stadt Fujisawa und zieht sich dann wieder ins Meer zurück. Wissenschaftler und Regierungsvertreter veranstalten eine Konferenz, bei der diskutiert wird, ob man Gamera nicht lieber töten sollte. Währenddessen zerstört Gamera ein Forschungsschiff und dessen Besatzung, er schwimmt dann weiter bis Tokio. Dort wird er mehrmals bombardiert und schützt sich mit seinem Panzer. Am Ende wird Gamera in einer Kapsel gefangen und mit einer Rakete zum Mars geschossen.

## Uraufführungen
- Japan: 27. November 1965
- USA: 15. Dezember 1966
- Deutschland: 18. November 2011 (erschien auf DVD)[2]

## Trivia
Der Film wurde in der Comedy-Fernsehserie Mystery Science Theater 3000 gezeigt.